# Conte de celui qui s'en alla pour connaître la peur

Conte de celui qui s'en alla pour connaître la peur, Histoire de celui qui s'en alla apprendre la peur ou Histoire d'un qui s'en alla pour apprendre le tremblement (en allemand Märchen von einem, der auszog das Fürchten zu lernen) est un conte populaire allemand qui figure parmi ceux recueillis par les frères Grimm dans le premier volume de Contes de l'enfance et du foyer (Kinder- und Hausmärchen, 1812, n° KHM 4).

## Versions
Le conte est en fait la combinaison de deux contes, l'un originaire de Hesse et l'autre de Mecklembourg.

## Résumé
Un homme a deux fils très différents : le premier est intelligent et débrouillard, et le second stupide. C'est l'aîné qui doit ainsi se charger de toutes les tâches, excepté s'il s'agit d'aller chercher une chose ou l'autre après la tombée de la nuit car, alors, il a peur. Le cadet, pour sa part, ne comprend même pas pourquoi les gens frissonnent quand, lors des veillées, on se met à raconter des histoires effrayantes. Un jour, il est pris à partie par son père, qui lui dit que, pour gagner son pain, il lui faut apprendre quelque chose. Le garçon, alors, lui répond que ce qu'il désire par-dessus tout c'est d'apprendre à trembler, ce qui suscite la moquerie de son frère, et un soupir dépité de la part de son père.
Peu après, ils reçoivent la visite du sacristain. Le père se confie à lui au sujet de son plus jeune fils. Le sacristain affirme alors être en mesure d'apprendre à trembler au garçon. Il emmène celui-ci pour quelque temps et le charge de sonner les cloches. Après quelques jours, le sacristain vient à minuit réveiller le jeune homme et lui commande de monter dans le clocher pour sonner, mais le sacristain l'y précède en cachette. Au moment où le garçon se retourne pour empoigner la corde de la cloche, il voit dans la pénombre une vague forme blanche. Quand le garçon demande qui va là, personne ne lui répond. Le garçon ordonne à la forme de s'en aller et la menace de lui faire dégringoler l'escalier, mais le fantôme reste muet. Après un troisième avertissement, le sonneur finit par se jeter sur l'intrus et le précipite dans l'escalier : il dévale une dizaine de marches et reste aplati dans un coin. Le jeune homme fait alors chanter la cloche, et rentre dormir sans rien dire à personne. Quelque temps plus tard, il est réveillé par la femme du sacristain qui, inquiète de l'absence de son mari, l'interroge. Le garçon dit qu'il ne sait pas où est l'homme, mais raconte qu'il a poussé quelqu'un, qui ne voulait ni s'en aller ni répondre, en bas du clocher. La femme se précipite, trouve son mari gémissant et avec une jambe cassée, et elle court aussitôt avertir le père du jeune homme. La femme ne veut plus du garçon chez elle, et le père du garçon, apprenant ce qu'il a fait, ne veut plus de lui non plus : il lui donne cinquante écus et lui dit de partir et de ne dire à personne ni d'où il vient ni le nom de son père, et le garçon s'en va, résigné, et résolu à apprendre à trembler pour gagner son pain.
Tandis qu'il chemine, il se répète sans cesse à voix haute « Si seulement je savais trembler ! ». Un homme le rejoint dans sa marche, l'entend et, au moment où ils arrivent à un gibet auquel sept hommes sont pendus, il lui conseille d'attendre la nuit et de s'asseoir au-dessous. Le jeune homme lui promet de lui donner ses écus si, en faisant cela, il réussit enfin à trembler. Il s'assoit sous le gibet et attend que la nuit tombe. Il fait un feu. À minuit, un vent se lève qui secoue les pendus, et le garçon décide de les décrocher pour les installer près du feu et les réchauffer. Les flammes commencent à leur brûler leurs vêtements et, étant donné qu'ils restent sans broncher malgré ses avertissements et que cela l'agace, il les repend tous, puis va se coucher. Le lendemain, l'homme croisé sur la route vient le trouver, pensant qu'on lui donnera sa récompense, mais le jeune homme lui avoue ne pas avoir tremblé, et l'homme repart bredouille et en maugréant.
Le jeune homme continue son chemin en exprimant toujours sans cesse à voix haute son regret de ne savoir trembler. Un charretier qui le suit l'entend et lui demande qui il est et d'où il vient, mais le garçon répond qu'il ne sait pas et qu'il ne lui est pas permis non plus de dire qui est son père. Le charretier lui demande ce qu'il répète sans arrêt dans sa barbe, et le garçon lui explique qu'il veut connaître le frisson. Ils arrivent tous les deux à une auberge, où ils s'arrêtent pour passer la nuit. Le tenancier apprend le problème du jeune homme et lui dit qu'il y a peut-être moyen d'y remédier. Sur ce, la femme de l'aubergiste sermonne son mari et avertit que déjà trop de curieux y ont perdu la vie, mais le jeune homme insiste et veut savoir de quoi il s'agit. Le mari, alors, lui raconte qu'il y a, non loin de là, un château enchanté, dans lequel il lui suffira de veiller trois nuits durant. Le roi a promis de donner sa fille à celui qui pourra surmonter l'épreuve. Il pourra aussi emporter les trésors que renferme le château, mais ceux-ci sont gardés par de méchants esprits. L'aubergiste dit encore que plus d'un ont essayé de relever le défi, mais qu'aucun n'est jamais ressorti du château. Dès le lendemain, le jeune homme va se présenter au roi pour lui fait part de son projet. Le roi lui concède trois choses, seulement des objets matériels et rien qui ne soit en vie, que le garçon pourra emporter dans le château ensorcelé ; le jeune homme choisit de quoi faire du feu, un tour, et un banc de ciseleur avec la gouge.

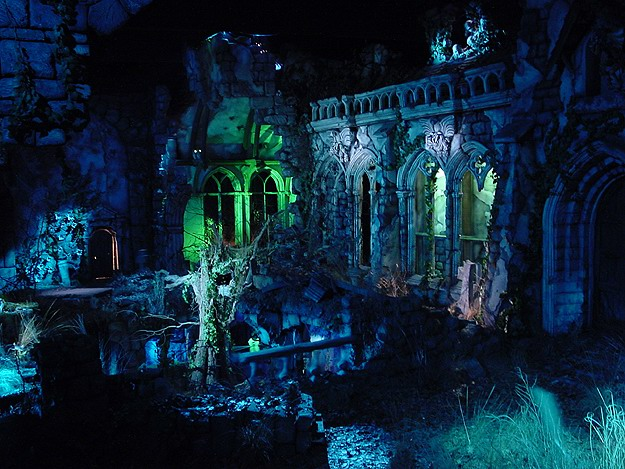
Spookslot (le Château hanté) au parc d'attraction Efteling (Pays-Bas). Photo prise en 2002.

Le roi fait porter ces objets au château et, quand la nuit commence à tomber, le garçon s'y rend lui aussi. Dans une salle, il fait un feu, approche le banc de ciseleur avec la gouge et s'installe sur le banc du tour. Vers minuit apparaissent deux énormes chats noirs que, sans s'émouvoir, le garçon invite à venir se chauffer. Les deux bêtes lui proposent de jouer aux cartes. Il accepte, mais veut d'abord qu'ils lui montrent leurs pattes. Il réussit à coincer les pattes des deux chats dans son étau et, voyant leurs griffes, il finit par les tuer avant d'aller les jeter à l'eau. De tous les coins surgissent alors, en hurlant, nombre de chats et de chiens noirs portant des colliers de fer rouge, qui se précipitent sur le feu pour l'éteindre. Le jeune homme saisit sa gouge et, frappant à tour de bras, il en fait fuir quelques-uns et tue tous les autres. Il va également les jeter dans l'étang, ensuite ranime son feu, puis, fatigué, trouve un lit où s'endormir. Peu après qu'il est monté dans le lit, celui-ci se met à bondir et à voyager à travers tout le château, avant de se renverser. Le jeune homme parvient à se dégager et retourne dormir près du feu. Il y passe la nuit et le lendemain, le roi vient le trouver et pense qu'il est mort. Mais il se réveille. Il retourne à l'auberge, où il raconte qu'il ne sait toujours pas ce que trembler veut dire.
Le lendemain soir, il revient au château pour y passer sa deuxième nuit. Peu avant minuit, il entend un vacarme et voit, devant lui, une moitié d'homme dégringoler par la cheminée, suivie quelque temps plus tard de l'autre moitié. Pendant que le jeune homme ranime le feu, les deux moitiés se sont ressoudées et l'homme ainsi reconstitué, qui est affreux, a pris sa place sur le banc de tourneur. Le garçon le pousse du banc et d'autres hommes tombent, qui apportent neuf tibias et deux têtes de mort, avec lesquels ils entament une partie de quilles. Le garçon leur demande s'il peut jouer avec eux. Il ajuste les crânes en se servant de son tour, et joue. Il perd un peu d'argent mais, à minuit, tout d'un coup, tout disparaît ; alors, le jeune homme s'allonge et s'endort, jusqu'au lendemain matin, quand de nouveau le roi vient le trouver. Le garçon lui dit s'être bien amusé mais qu'il n'a toujours pas tremblé.
Vient la troisième nuit : le jeune homme s'assoit à son banc, triste car son vœu ne s'est toujours pas réalisé. Six grands hommes arrivent en portant un cercueil, et le garçon pense qu'ils amènent son petit cousin, mort il y a quelques jours. Il sort le corps de la boîte et tente de le réchauffer en l'installant près du feu, puis en le frictionnant, mais rien n'y fait. Songeant alors aux gens qui se réchauffent sous les draps, il va mettre le cadavre dans le lit et s'allonge à son côté. Le mort se réchauffe en effet ; il commence à bouger, mais il veut étrangler le garçon ! Celui-ci jette alors son agresseur de nouveau dans le cercueil et en fixe le couvercle. Les six grands hommes reviennent et emportent la boîte. Entre ensuite un vieil homme barbu, encore plus grand que les autres, et a l'air terrible. Il annonce au garçon qu'il va enfin trembler, parce qu'il va mourir. Le jeune homme lui dit qu'il est aussi fort, voire encore plus fort que lui. Le géant le conduit à une forge, où il lui démontre sa force en enfonçant, d'un seul coup de cognée, une enclume dans le sol. Le garçon, après avoir saisi la barbe de son adversaire, parvient à la coincer dans une autre enclume, puis se met à le frapper, jusqu'à ce que le géant le supplie d'arrêter et lui promette de lui donner une grande richesse. Le vieil homme est libéré, et il conduit son vainqueur dans un caveau où se trouvent trois caisses d'or : l'une d'elles est pour les pauvres, lui dit-il, une autre pour le roi, et la troisième pour lui. Minuit retentit, et l'esprit disparaît. Le jeune homme retrouve son feu et s'endort.
Le lendemain, le roi revient. Le jeune homme lui raconte ce qui s'est passé, mais lui dit aussi qu'il ignore toujours ce que trembler signifie. Le garçon a mis un terme au sortilège du château et, dès lors, le roi lui donne sa fille en mariage. On célèbre les noces, mais cela n'empêche pas le jeune homme de répéter sans arrêt par la suite « Ah ! si je pouvais trembler ! », ce qui finit par exaspérer son épouse. Sa camériste se propose de lui venir en aide : elle va jusqu'à la rivière et remplit un plein seau de goujons. La nuit, tandis que son mari dort dans son lit, la princesse soulève les couvertures et jette sur lui le seau d'eau froide avec les goujons frétillants. Le jeune roi se réveille alors en sursaut et s'écrie : « Que je tremble, que je tremble, ma chère femme ! Je sais, maintenant, ce que c'est que trembler ! »

## Classification et analogies
Dans la classification des contes-types d'Aarne et Thompson, Conte de celui qui s'en alla pour connaître la peur est rangé dans les contes de type AT 326, auquel il donne son nom : « Le Garçon qui voulait savoir ce qu'est la peur ». Est également de ce type, par exemple, en France, Jean-Sans-Peur, conte du Nivernais.
Comme le signale Hans-Jörg Uther, ce thème est documenté dans les Nuits facétieuses de Straparola (IV.5) : un jeune homme, Flamine Veralde, y part à la recherche de la Mort, qu'on lui a présentée comme ce qu'il y avait de plus hideux et épouvantable au monde. Une vieille femme finit, pour lui rendre service, par lui trancher la tête avant de le ressusciter au moyen d'onguents magiques, mais, volontairement ou non, elle lui a replacé la tête à l'envers et le laisse mijoter un peu avant de consentir à la lui remettre à l'endroit. Flamine, ayant expérimenté combien la Mort est hideuse, retourne chez lui et s'adonne désormais à des activités plus saines.
Stith Thompson a noté dans le Missouri une version qui combine le thème du présent conte avec celui du Retour du fils prodigue (AT 935). Ce dernier conte-type, confiné aux pays baltes et au Danemark, s'est toutefois retrouvé chez les Indiens Micmacs et les populations d'origine française du Missouri, apporté selon Thompson par les Français.

## Culture populaire contemporaine
Peu connu en francophonie, peut-être à cause de la difficulté de traduction du jeu de langage autour du frisson (en allemand : es gruselt mir, « j'ai le frisson, je frissonne ») qui fait la saveur de l'original, le Conte de celui qui s'en alla pour connaître la peur n'est pas le plus souvent repris des Contes de l'enfance et du foyer.
Il a été adapté dans un épisode de la série d'animation Simsala Grimm.
Ce conte a été mis en musique, sous forme de comédie musicale, par Yves Daunès en 2001, et interprété par des élèves du Collège Joffre à l'Opéra Comédie de Montpellier. Un DVD artisanal a été réalisé à cette occasion. 